# Chafariz da Canada da Bezerra (Vila Nova)
O Chafariz da Canada da Bezerra (Vila Nova) é um chafariz português localizado na freguesia da Vila Nova ao concelho da Praia da Vitória, ilha Terceira, Açores e faz parte do Inventário do Património Histórico e Religioso para o Plano Director Municipal da Praia da Vitória, e remonta ao Século XIX.
Trata-se de um chafariz que é constituído por uma parede de formato rectangular e rematada por um frontão triangular. No cimo do chafariz, no tímpano encontra-se uma cartela de formato oval onde se lê a inscrição "O. P. / 1870" (Obras Públicas, 1870).
O chafariz foi edificado em alvenaria de pedra vulgar rebocada e caiada a cal de cor branca, com os emolduramentos em cantaria à vista e de cor escura. Encostada à parte anterior do chafariz existe uma pia, com formato rectangular, também caiada. Está enquadrado por dois panos de parede rebocados e caiados a cal de cor branca, dispostos num ângulo de 45°, que configuram um recesso na estrada com a profundidade da pia.